# Lijst van voetbalinterlands Benin - Zuid-Afrika (vrouwen)
Deze lijst van voetbalinterlands is een overzicht van alle officiële voetbalinterlands tussen de nationale vrouwenteams van Benin en Zuid-Afrika. De landen hebben tot nu toe één keer tegen elkaar gespeeld.

## Wedstrijden
| № | Plaats     | Datum        | Competitie        | Wedstrijd           | Uitslag |
| - | ---------- | ------------ | ----------------- | ------------------- | ------- |
| 1 | Mohammedia | 28 juni 2025 | Vriendschappelijk | Zuid-Afrika − Benin | 2 − 0   |

## Samenvatting
| Competitie        | Totaal gespeeld | Winst Benin | Gelijk | Winst Zuid-Afrika | Doelsaldo Benin – Zuid-Afrika |
| ----------------- | --------------- | ----------- | ------ | ----------------- | ----------------------------- |
| Vriendschappelijk | 1               | 0           | 0      | 1                 | 0 − 2                         |
| Totaal            | 1               | 0           | 0      | 1                 | 0 − 2                         |